# 1942 au Maroc
Chronologie du Maroc
- 1938
- 1939
- 1940
- 1941
- 1942
- 1943
- 1944
- 1945
- 1946

Cet article présente les faits marquants de l'année 1942 au Maroc ou relatifs au Maroc.

## Événements

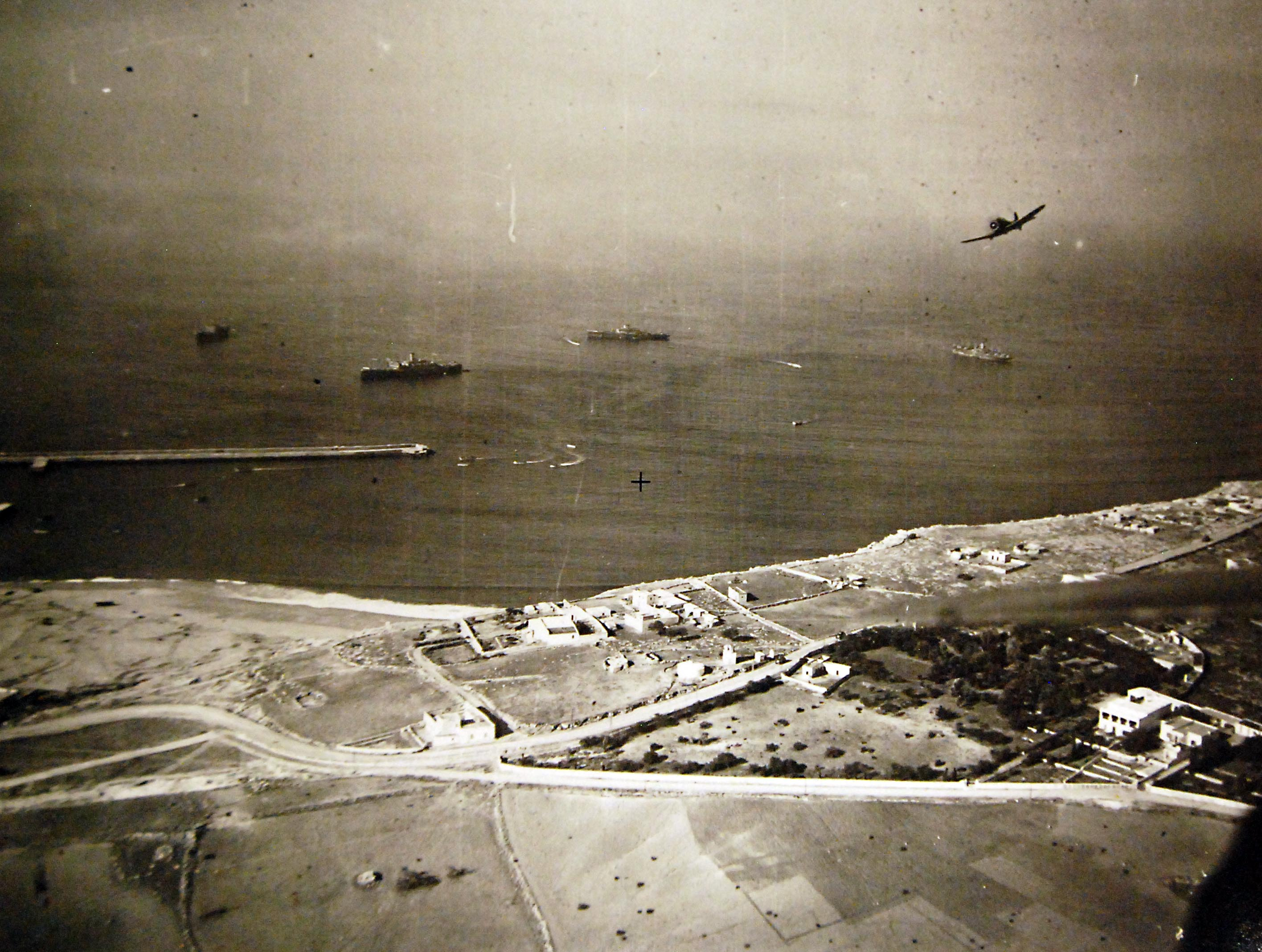
Les transports américains et les barges de débarquement terminent leurs opérations à Safi. Un SBD Dauntless peut être vu en haut à droite. Photographie de la marine américaine, publiée le 1er décembre 1942.

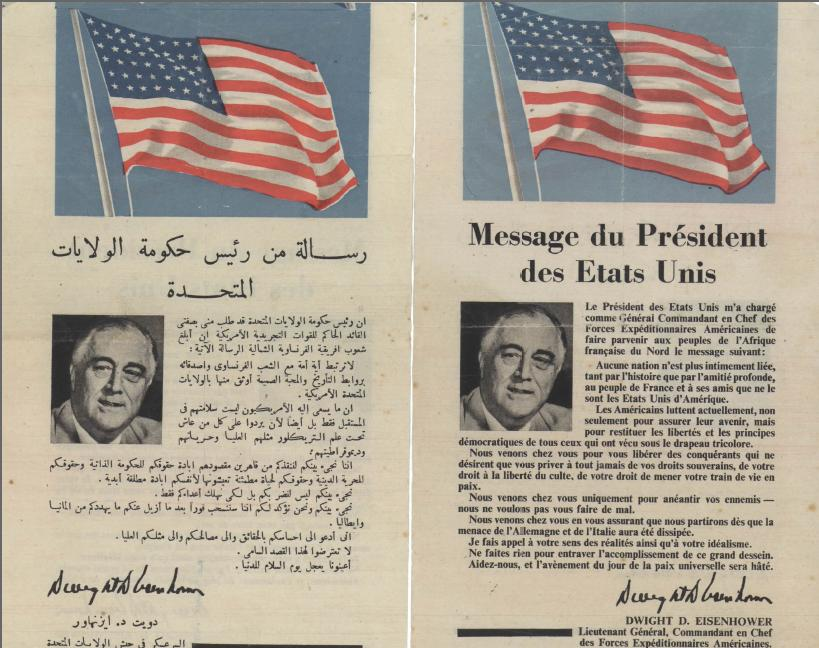
Tract envoyé des airs par les forces alliées, écrit en arabe et en français. Il exhorte la population à participer à l'action des forces alliées.

- 8 novembre : Début de l'opération Torch. C'est le nom de code donné au débarquement des Alliés le 8 novembre 1942 en Afrique du Nord (Maroc et Algérie).
  - L'opération Brushwood est une mission faisant partie de l'opération Torch, le débarquement allié en Afrique du Nord pendant la Seconde Guerre mondiale. Le 8 novembre 1942, l'opération fut menée exclusivement par les forces américaines et navales au Maroc et avait pour objectif de capturer du port de Fedala, situé à environ 25 kilomètres au nord-est de Casablanca et défendu par les troupes françaises vichystes, à partir duquel l'avance décisive contre Casablanca devait alors être réalisée[1].
  - L'Opération Blackstone est une mission faisant partie de l'opération Torch, le débarquement allié en Afrique du Nord pendant la Seconde Guerre mondiale. L'opération avait pour objectif de débarquer les troupes amphibies américaines et de capturer le port français de Safi au Maroc français. Les débarquements ont été effectués par le 47e régiment d'infanterie (en) de l'armée américaine et ont eu lieu le matin du 8 novembre 1942 dans le cadre d'une opération plus vaste visant à capturer Casablanca.
  - La bataille de Port Lyautey, également connue sous le nom d' opération Goalpost, est un affrontement faisant partie de l'opération Torch, le débarquement allié en Afrique du Nord pendant la Seconde Guerre mondiale. Opposant les forces américaines aux forces françaises vichystes, la bataille débute le 8 novembre 1942 dans la ville de Port Lyautey, aujourd'hui connu sous le nom de Kénitra, dans le Maroc français et s'achève par sa capture et son occupation par les troupes américaines, écrasant les forces françaises après plus de deux jours de combats acharnés.
- L'Étoile Jeunesse Sportive de Casablanca (en arabe : نجم الشباب الرياضي البيضاوي), plus couramment abrégé en l'Étoile, est un club marocain de football fondé en 1942 sous le nom de Sporting Club Trois Étoiles, basé dans la ville de Casablanca.